# A Scena Muda
A Scena Muda est un magazine brésilien sur le cinéma, publié entre mars 1921 et mai 1955.

## Historique
Apparue en mars 1921, à l’époque du cinéma muet, c’est la première revue brésilienne spécialisée sur le cinéma, dans ce pays. Cette revue met en avant, notamment, le cinéma américain et les productions d’Hollywood, à la différence d’une revue concurrente, Cinearte , davantage tourné vers les productions brésiliennes. La revue s’arrête en mai 1955.
En 2010, les numéros de cette revue ont été numérisés.

### Sources bibliographiques
- (en) Maite Conde, Consuming Visions : Cinema, Writing, and Modernity in Rio de Janeiro, University of Virginia Press, 2012, -227 pages (lire en ligne).
- (en) Darlene J. Sadlier, Latin American Melodrama : Passion, Pathos, and Entertainment, University of Illinois Press, 2009, 192 p. (lire en ligne), p. 71.
- Sergio August, Le Cinéma brésilien, Centre Georges Pompidou &-Ircam, 1987 -, 323 pages (lire en ligne), p. 29, 77, 227.

### Sources sur le web
- (pt) II Jornada Brasileira de Cinema Silencioso, « A Scena Muda e Cinearte », août 2008.